# 马库斯·普罗克
马库斯·普罗克（德語：Markus Prock，1964年6月22日—），奥地利男子雪橇运动员。他曾代表奥地利参加1984年、1988年、1992年、1994年、1998年和2002年冬季奥林匹克运动会雪橇比赛，共获得二枚银牌和一枚铜牌。